# Эспозито, Дженнифер
Дженнифер Эспозито (англ. Jennifer Esposito; род. 11 апреля 1973) — американская актриса, известная своими ролями в фильмах «Столкновение», «Кровавое лето Сэма», «Не говори ни слова», «Нью-йоркское такси» и «Добро пожаловать в Коллинвуд».

## Ранние годы
Эспозито родилась в Бруклине. Её мать — дизайнер, отец работал консультантом по продажам компьютеров, затем музыкальным продюсером. Училась в школе Святой Терезы и в католической школе Мура на Статен-Айленде. Занималась в актёрской студии в Нью-Йорке, подрабатывала официанткой.

## Карьера
В 1995 году первой актёрской работой Эспозито стала эпизодическая роль в мыльной опере канала ABС «Город», после чего актриса стала эпизодически сниматься в сериалах и независимых фильмах. Известность пришла к ней после роли Стэйси Патерно, секретаря мэра в комедийном сериале «Спин-Сити», в котором она начала сниматься в 1997 году. Эспозито активно участвовала вместе с сценаристами сериала в разработке образа своего персонажа, но через полтора года покинула проект ради съёмок в большом кино. К этому времени она успела сыграть барменшу в фильме ужасов «Я всё ещё знаю, что вы сделали прошлым летом» и сыграть певицу Руби в фильме Спайка Ли «Кровавое лето Сэма».
В начале 2000-х годов Эспозито много снималась в кино, играла в основном роли второго плана. В 2004 года она сыграла роль девушки полицейского, героя Дона Чидла, в фильме «Столкновение», совместно с актёрским составом которого выиграла премию Гильдии киноактёров США. С 2005 по 2006 годы Эспозито играла одну из ведущих ролей в сериале «Связанные», рассказывающем от четырёх сёстрах, живущих в Бруклине. Сериал не был продлён на второй сезон. Затем, с 2007 по 2009 годы, Эспозито снималась в комедийном сериале «Кто такая Саманта?», где играла роль лучшей подруги Саманты, героини Кристины Эпплгейт.

### Болезнь и скандал
В 2010 году она получила роль детектива Джеки Куратолы в полицейском сериале «Голубая кровь».
В начале съемок третьего сезона шоу в 2012 году ей был поставлен диагноз — целиакия, и когда актриса сказала о своей проблеме руководству канала CBS, они решили отправить её в бессрочный отпуск от съемок в сериале с невозможностью по контракту работать в других проектах. Ранее она упала в обморок на съемках и попросила у продюсеров разрешить ей отдохнуть неделю, однако они сомневались в реальности её болезни. 21 октября 2012 года она обвинила канал в «позорном поведении», когда они не разрешили ей вернуться на съемки и после покинула проект. После она начала готовить иск в суд к каналу, а 26 октября ситуация накалилась до предела, когда актриса обвинила канал в расизме.

### Последующая карьера
В 2014 году Эспозито снялась в недолго просуществовавшем сериале «Такси: Южный Бруклин». В 2015 году она присоединилась к третьему сезону сериала «Любовницы».

## Личная жизнь
Эспозито была дважды замужем. С 2006 по 2007 год она была замужем за актёром Брэдли Купером, а с 2014 по 2016 год — за моделью и инвестором Луи Даулером.

## Фильмография
| Год       |   | Русское название                             | Оригинальное название                 | Роль                     |
| --------- | - | -------------------------------------------- | ------------------------------------- | ------------------------ |
| 1997—1999 | с | Спин-Сити                                    | Spin City                             | Стэйси Патерно           |
| 1998      | ф | Его игра                                     | He Got Game                           | Мисс Джанус              |
| 1998      | ф | Я всё ещё знаю, что вы сделали прошлым летом | I Still Know What You Did Last Summer | Нэнси                    |
| 1999      | ф | Кровавое лето Сэма                           | Summer of Sam                         | Руби                     |
| 2000      | ф | Дракула 2000                                 | Dracula 2000                          | Солина                   |
| 2001      | ф | Не говори ни слова                           | Don't Say a Word                      | детектив Сандра Кэссиди  |
| 2002      | ф | Мастер перевоплощения                        | The Master of Disguise                | Дженнифер Бэйкер         |
| 2002      | ф | Обратный ход                                 | Backflash                             | Харли                    |
| 2004      | ф | Нью-Йоркское такси                           | Taxi                                  | Марта Робинсон           |
| 2004      | ф | Столкновение                                 | Crash                                 | Риа                      |
| 2004      | ф | Энциклопедия разводов                        | Breakin' All the Rules                | Рита Монро               |
| 2005—2006 | с | Связанные                                    | Related                               | Джинни Сорелли           |
| 2007—2009 | с | Кто такая Саманта?                           | Samantha Who?                         | Андреа Белладонна        |
| 2008      | ф | Дело чести Макферсона                        | Conspiracy                            | Джоанна                  |
| 2010—2012 | с | Голубая кровь                                | Blue Bloods                           | детектив Джеки Куратола  |
| 2014      | с | Такси: Южный Бруклин                         | Taxi Brooklyn                         | Моника Пена              |
| 2015      | с | Любовницы                                    | Mistresses                            | Калиста Рейнс            |
| 2016—2017 | с | Морская полиция: Спецотдел                   | NCIS                                  | Александра «Алекс» Квинн |
| 2019      | с | Пацаны                                       | The Boys                              | агент ЦРУ Сьюзен Рейнор  |